# Clabony Sulphur Spring
Clabony Sulphur Spring (dt. Schwefelquelle von Clabony) ist eine natürliche Schwefelquelle und eine Touristen-Attraktion im Gebiet des Parish Saint Andrew im Osten von Grenada.

## Geographie
Die Quelle liegt abgelegen am Hang des zentralen Gebirgskammes, oberhalb der Siedlung Clabony auf ca. 300 m Höhe. Bei der Quelle wurden zwei Becken geschaffen, die als Badeplatz für Touristen gedacht sind. Das Wasser ist mäßig schwefelhaltig.
Das Wasser fließt ab zum Balthazar River im Süden.